# انتینگ
انتینگ (به لاتین: Anting) یک شهرک در جمهوری خلق چین است که در ژیادینگ واقع شده‌است.

## خصوصیات
انتینگ ۸۹٫۲۸ کیلومترمربع مساحت دارد.